# Алкмена
 Алкмена супруга краља Амфитриона и мајка највећег грчког јунака Херакла. Сматрана је Електрионовом кћерком. Причало се да је рођена у Тиринту, али се као место њеног рођења помиње и Микена.

## Митологија
Када је краљ Електрион кренуо да освети смрт својих синова, дао је Амфитриону руку своје лепе кћерке Алкмене, али под условом да је не додирне пре него што се овај поход оконча. Амфитрион је случајно убио Електриона и зато је, заједно са Алкменом, морао да побегне у Тебу, где га је краљ Креонт очистио од греха. Како није могао да приступи Алкмени као супрузи све док не освети смрт њене браће, он је отишао у поход на Телебојце. У међувремену, Зевс је, у Амфитрионовом лику, дошао у Алкменину собу. Пошто је знао за њену чедност, он јој је причао о борбама са Телебојцима и показао јој златни пехар телебојског краља Птерелаја, како би је уверио да је пред њом заиста њен супруг Амфитрион. Млада жена је прихватила Зевса, а он је наредио Хелију да један дан не сија, како би се љубавна ноћ, у којој ће се зачети највећи грчки јунак удвостручила. Исте ноћи Амфитрион се вратио из ратног похода, али га је Алкмена хладно примила. Пророк Тиресија је открио зачуђеном супругу шта се догодило у његовом одсуству и обавестио га је да је Зевс изабрао Алкмену за своју последњу љубавницу међу смртницама. Према млађем предању, Амфитрион у почетку није знао ко је заводник и одлучио је да спали неверницу, али је Зевс послао кишу која је угасила ломачу. Тек тада је Амфитрион схватио да је његов супарник бог и помирио се са судбином превареног мужа. Када је дошао тренутак да се Алкмена породи, љубоморна Хера продужила је њену бременитост и лукавством је успела да се најпре роди Стенелов син Еуристеј . Најзад, после десет месеци, Алкмена је родила близанце, и то Херакла – којег је зачела са Зевсом и Ификла – Амфитрионовог сина. Док је Херакле био жив, Алкмена је боравила са својим унуцима у Тиринту. После његове смрти, Еуристеј је прогнао Алкмену и целу Хераклову породицу. Тада се Алкмена обратила Кеику, краљу Трахина, да је заштити. У жељи да јој обезбеди већу сигурност, Кеик је Алкмену и Хераклиде упутио у Атину, краљу Демефонту . Еуристеј је захтевао од Атињана да му предају Хераклиде, али су га они одбили и, у борби која је уследила Јолај и Хил су га убили. Када су његову главу донели Алкмени, она је вретеном ископала Еуристијеве очи. Према другом предању, Хераклиди су заробили Еуристеја, а Алкмена је наредила да га убију и баце псима. После освете над Еуристејем, Алкмена је са Хераклидима дуго живела у Теби. Умрла је у дубокој старости, а Зевс је наредио Хермесу да је пренесе на Острво блажених, где се удала за Радаманта . Алкмена је поштована на више места у Грчкој. Ретко је приказивана у ликовној уметности. На ковчегу Кипселида представљена је заједно са Зевсом, који јој прyжа пехар и огрлицу. На вазама из V века старе ере приказана је како хита малом Хераклу, који убија змије, а ова тема обрађивана је и у монументалном сликарству ( Зеуксид ).